# Vleeshuis (Maastricht)
Het Vleeshuis, ook wel de Vleeshal, was een openbare markthal in de Nederlandse stad Maastricht, waar vlees verwerkt en verkocht werd. Het uit de middeleeuwen daterende gebouw tussen de Grote Staat en Achter het Vleeshuis werd in de zeventiende eeuw vernieuwd en in de loop van de negentiende en twintigste eeuw gesloopt.

## Geschiedenis

### Slagersambacht
In Maastricht waren de slagers, vroeger meestal aangeduid als vleeshouwers, beenhakkers of vleyschere, verenigd in het vleeshouwersambacht (Latijn: officium carnificum), een van de 23 ambachten die de stad telde. Hun patroonheilige was mogelijk de heilige apostel Bartolomeüs, met als feestdag 24 augustus. Bij de grote stadsprocessie op hemelvaartsdag liepen de ambachten – verplicht – mee, elk ambacht achter zijn eigen ambachtsschild, in een vaste rangorde. Dezelfde volgorde werd gehanteerd bij het uitbrengen van de stemmen tijdens vergaderingen op de Houtmarkt, vóór de Lakenhal. Aanvankelijk namen de vleeshouwers de zesde positie in, tussen de brouwers en de schippers. Na 1428 waren ze nummer vijftien, tussen de metselaars en de leerlooiers.

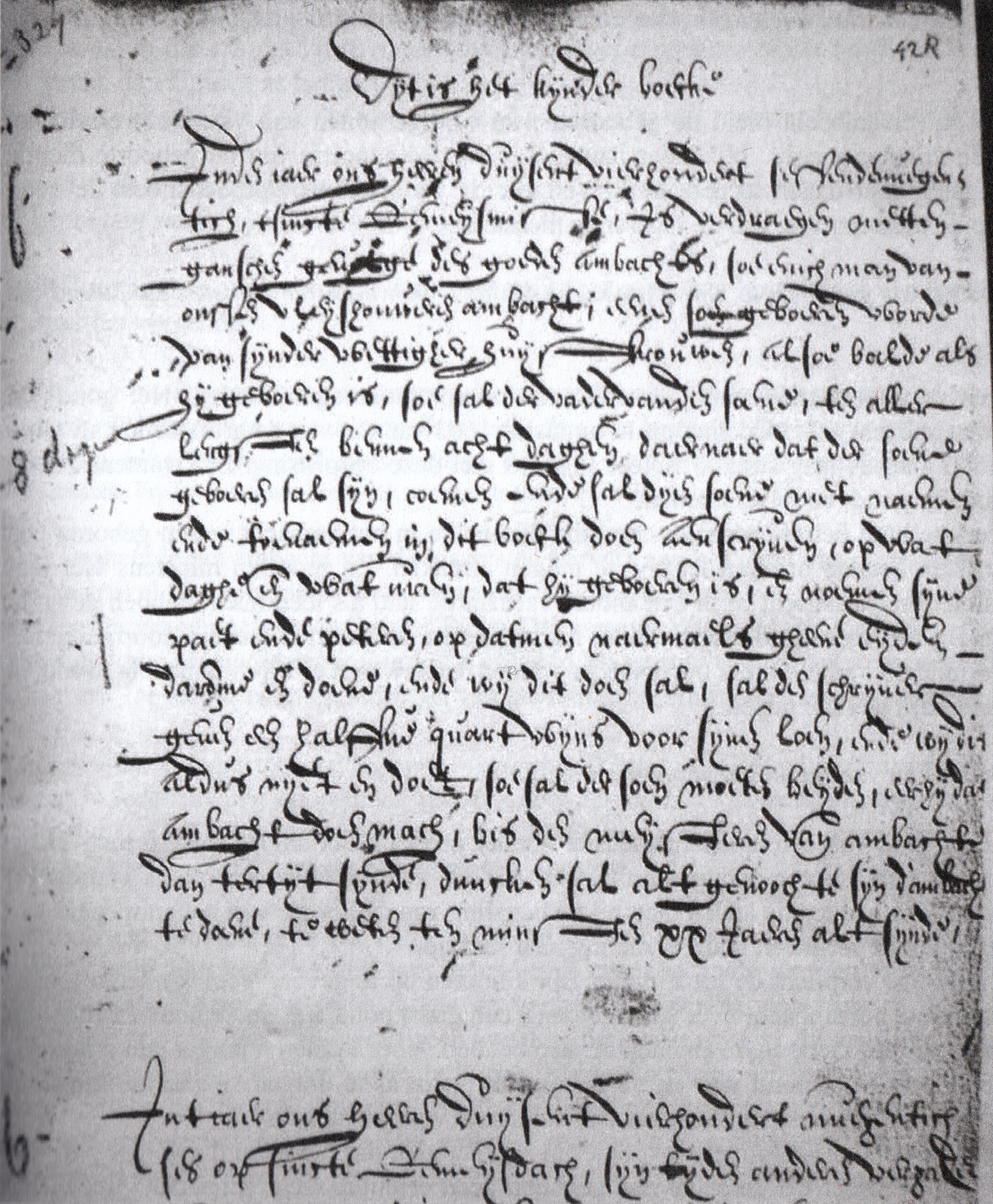
Kijnder Boecke van het vleeshouwersambacht, begonnen in 1496

Alle ambachten waren erfelijk, dus voor een zoon van een slager, was het bijna onvermijdelijk dat hij ook slager werd. Pasgeboren kinderen moesten binnen acht dagen worden ingeschreven in het Kijnder Boecke van het ambacht. Buitenstaanders konden zich in het ambacht inkopen, maar dit was prijzig. Ook kon men een 'ambachtsdochter' huwen, waarmee men het 'halve ambacht' verwierf. De andere helft moest dan gekocht worden. De oudste, bewaard gebleven statuten van het vleeshouwersambacht dateren uit 1418 en zijn tot 1586 aangevuld. De ambachtsmeesters hielden toezicht op het navolgen van de reglementen en het correct uitvoeren van de meesterproef: het slachten en uitbenen van een os, een runderkalf, een schaap en een lam. De verkoop van geroosterd vlees was streng verboden en die van gepekeld vlees aan strenge regels gebonden, omdat dit beproefde manieren waren om bedorven vlees toch nog te kunnen verkopen. Vier beëdigde keurmeesters zagen erop toe dat de kwaliteit van het vlees aan alle voorwaarden voldeed. Ook keurden zij de levende, te slachten dieren. Een aparte categorie binnen het ambacht waren de 'hikslagers', die het echte slachten deden, wat beschouwd werd als vuil ('infaam') werk. In principe mocht elke burger vee kopen en slachten, maar alleen voor eigen gebruik.
Zoals in alle middeleeuwse steden, woonden ook in Maastricht de verschillende beroepsgroepen bij elkaar. Bij de vleeshouwers was dat waarschijnlijk in de buurt van de vleeshal. Op de kadasterkaart van 1843 is te zien dat dit een halve eeuw na de opheffing van de ambachten nog steeds zo was: in de straat Achter het Vleeshuis woonden toen nog verschillende vleeshouwers en spekslagers.

### Vleeshuizen

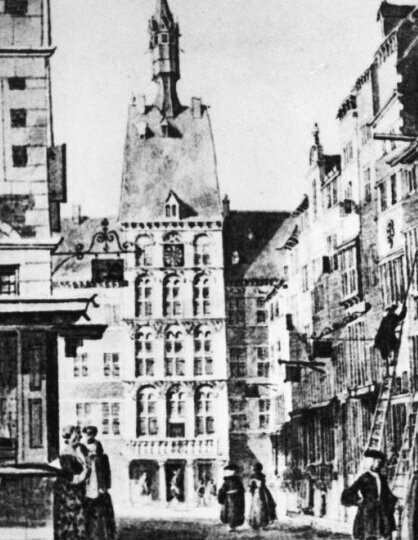
Detail van een prent van de Grote Staat (J. de Beijer, ca. 1750). Centraal: het Dinghuis. Rechts, vrijwel niet te onderscheiden: de Vleeshal, De Lanscroon en De Liebaert, als 3e, 4e en 5e pand vanaf de hoek

De stad had mogelijk al in de dertiende eeuw een vleeshuis, dat gelegen zou zijn aan de Plankstraat. Huizen van vleeshouwers in deze omgeving werden aangeduid als retro macellum (Latijn voor "achter het vleeshuis"). De naam Plankstraat zou verwijzen naar de aanwezigheid van een vleeshuis in deze straat, dat 'dye plancke' werd genoemd, maar die theorie is omstreden. Mogelijk moest deze oude vleeshal (Latijn: vetus macellum) omstreeks 1330 wijken voor de bouw van de Sint-Nicolaaskerk, gebouwd in 1340-1342. Ook zou de verhuizing verband kunnen houden met de bouw van een nieuwe Maasbrug aan het einde van de dertiende eeuw. Deze verving de oude brug, die in het verlengde van de Plankstraat lag. De nieuwe brug lag ongeveer 130 meter noordelijker, waardoor het zwaartepunt van de stad ook naar het noorden verschoof.
In 1333 lag de vleeshal op de plek waar deze tot in de vroege negentiende eeuw gevestigd zou blijven, namelijk op een smal perceel tussen de Grote Staat, destijds Sint-Jorisstraat geheten, en Achter het Vleeshuis. In de directe omgeving lagen de vismarkt (bij de Vissersmaas; later op de hoek Brugstraat-Bokstraat), de fruitmarkt (huidige Kersenmarkt) en – pas vanaf de zeventiende eeuw – de groentemarkt (Sint Amorsplein). Aan de Sint-Jorisstraat, tussen Nieuwstraat en Muntstraat, stond een marktkruis. Omstreeks 1377 verhuisde ook het stadsbestuur en de stedelijke (lage) rechtspraak naar deze omgeving. Tot 1664 waren deze gevestigd in twee huizen aan de Sint Jorisstraat/Grote Staat, grenzend aan het Vleeshuis, "De Lanscroon" en "De Liebaert". Het nog bestaande Dinghuis, waar het hooggerecht van de tweeherige stad Maastricht zetelde, lag er schuin tegenover.
De vleeshal was primair bedoeld voor de verkoop van voor consumptie bestemd vlees, maar mogelijk werd hier ook geslacht. De hal was voor het publiek bereikbaar via een grote poort in het pand aan de Grote Staat. In dit pand was tevens de 'leube' (vergaderzaal, vergelijkbaar met een gildehuis) van het vleeshouwersambacht gevestigd. De gevel van dit pand was versierd met afbeeldingen van vee en een gebeeldhouwde ossenkop boven de toegangspoort. In het langgerekte marktgebouw achter de poort waren zeventig 'banken' ingericht, waar meesterslagers maximaal twee vaste verkoopplaatsen konden kopen of huren. Daarvan waren er 45 bestemd voor 'uytgesetenen' (burgers); de overige 25 voor 'ingesetenen' (stadbewoners die geen burgereed hadden afgelegd). In 1765 brachten de verhuurde banken 2100 gulden op. Waarschijnlijk was de ingang aan Achter het Vleeshuis bedoeld voor de vleeshouwers zelf, die via de hier aanwezige poort en binnenplaats hun vlees konden aanvoeren. Een aparte open plek was ingeruimd voor de 'pansers', die orgaanvlees en ander slachtafval als rolpens verkochten. Een standplaats in de panshof kostte per jaar 4 groten.

### Bouw gemeentelijk slachthuis en herbestemming Vleeshuis

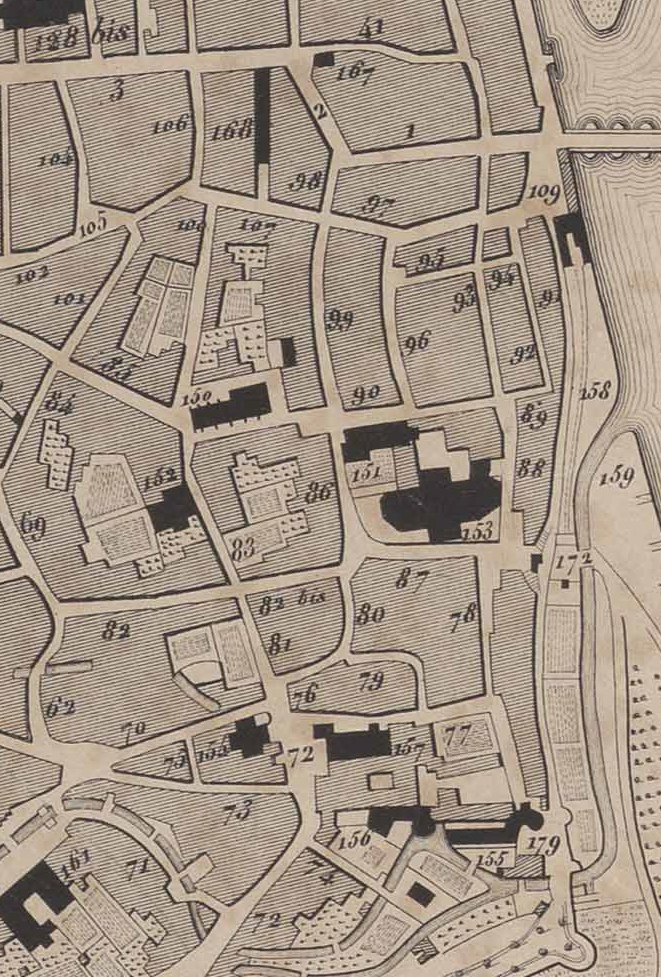
Plattegrond uit ca. 1830. Middenboven (168) de vleeshal. Rechtsonder (155) het slachthuis

De komst van de Fransen in 1794 en de inlijving van Maastricht bij Frankrijk maakte een einde aan het monopolie van de ambachten. De periode daarna kan gekenmerkt worden als zeer ongereglementeerd, hoewel het vleeshuis nog enkele tientallen jaren als zodanig bleef functioneren (zie plattegrond hiernaast). De nieuwe Napoleontische wetgeving hield onder andere in dat de vroegere methode van controle van het vlees bij de verkoop werd vervangen door controle bij de bron, namelijk direct nadat het slachten had plaatsgevonden. Met de invoering van dit systeem won tevens de gedachte aan centraal slachten in daartoe aangewezen slachtplaatsen steeds meer veld. In 1820 vond de aanbesteding plaats van het eerste gemeentelijk slachthuis, dat in 1824 werd geopend aan de zuidzijde van de stad nabij de Helpoort.
De geschiedenis van het Vleeshuis na 1824 is grotendeels in het duister gehuld. Mogelijk functioneerde het Vleeshuis nog enige tijd als markthal voor vlees, dat vanaf het slachthuis werd aangevoerd. In 1852 waren er plannen om hier een graanmarkt te vestigen, maar dat ging om onbekende redenen niet door. In 1854 deelde de gemeente het terrein op in vier percelen om deze openbaar te verkopen. De veiling was een mislukking: geen van de vier percelen vond een koper. Op 27 oktober 1856 stortte de voorgevel in tijdens herstelwerkzaamheden. Niet lang daarna werd het huidige pand Grote Staat 3 gebouwd, maar niet bekend is of daarbij het hele gebouw werd vervangen, of slechts de gevel.
Het terrein werd op zeker moment in gebruik genomen als onderkomen voor de brandweer en brandspuitenhuis. De Stedelijke Brandwacht, een semiprofessionele brandweer, werd in 1853 opgericht en bestond vanaf 1856 uit 24 beëdigde brandwachten, plus acht vervangers. Daarnaast waren er onbezoldigde brandmeesters en andere helpers betrokken bij het bestrijden van branden. Het ligt voor de hand dat de brandweer vanaf de oprichting was gevestigd in de voormalige vleeshal, wellicht alleen in de gebouwen op het achterterrein. Een echte brandweerkazerne, waar ook geslapen werd, was dit niet. Omstreeks 1916 werd de locatie aan Achter het Vleeshuis verlaten voor de nieuwe huisvesting aan het Lindenkruis. De gebouwen op het achterterrein van de vleeshal werden waarschijnlijk gesloopt (in ieder geval het poortje) of hergebruikt als telefooncentrale, tot 1936, toen de telefooncentrale in de Sint Bernardusstraat in gebruik werd genomen. In de jaren 1960 was er een winkel gevestigd. Omstreeks 1970 werden bijna alle panden aan deze zijde van de straat gesloopt voor de uitbreiding van Vroom & Dreesmann, later De Bijenkorf.

## Beschrijving

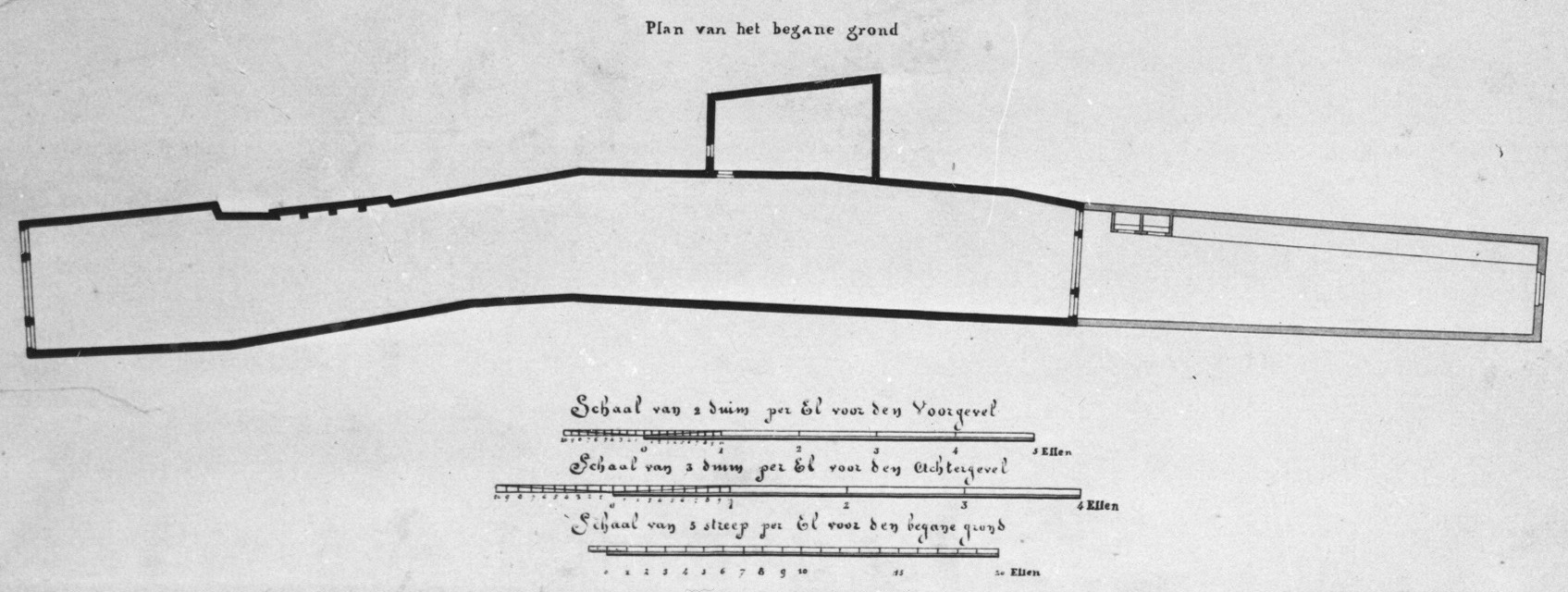
Plattegrond van de begane grond van het Vleeshuiscomplex, ca. 1825? Links de Grote Staat, rechts Achter het Vleeshuis. De uitstulping is mogelijk de voormalige panshof

De plattegrond hiernaast is een detail van het eerder afgebeelde "Plan der Voormalige VleeschHal te Maastricht". De tekening is ongesigneerd en ongedateerd, maar de nauwkeurige manier van tekenen en het gebruik van drie zeer gedetailleerde schalen voor de diverse onderdelen van de tekening, verraadt de hand van een architect. Mogelijk is de tekening kort na 1824 gemaakt, toen het gebouw een nieuwe functie moest krijgen. In dat geval zou de tekenaar Mathieu Hermans (1789-1842) kunnen zijn, die van 1818/19 tot aan zijn dood stadsarchitect van Maastricht was, en vanaf 1826 tevens directeur van de Stadsteekenschool.

### Voorgevel

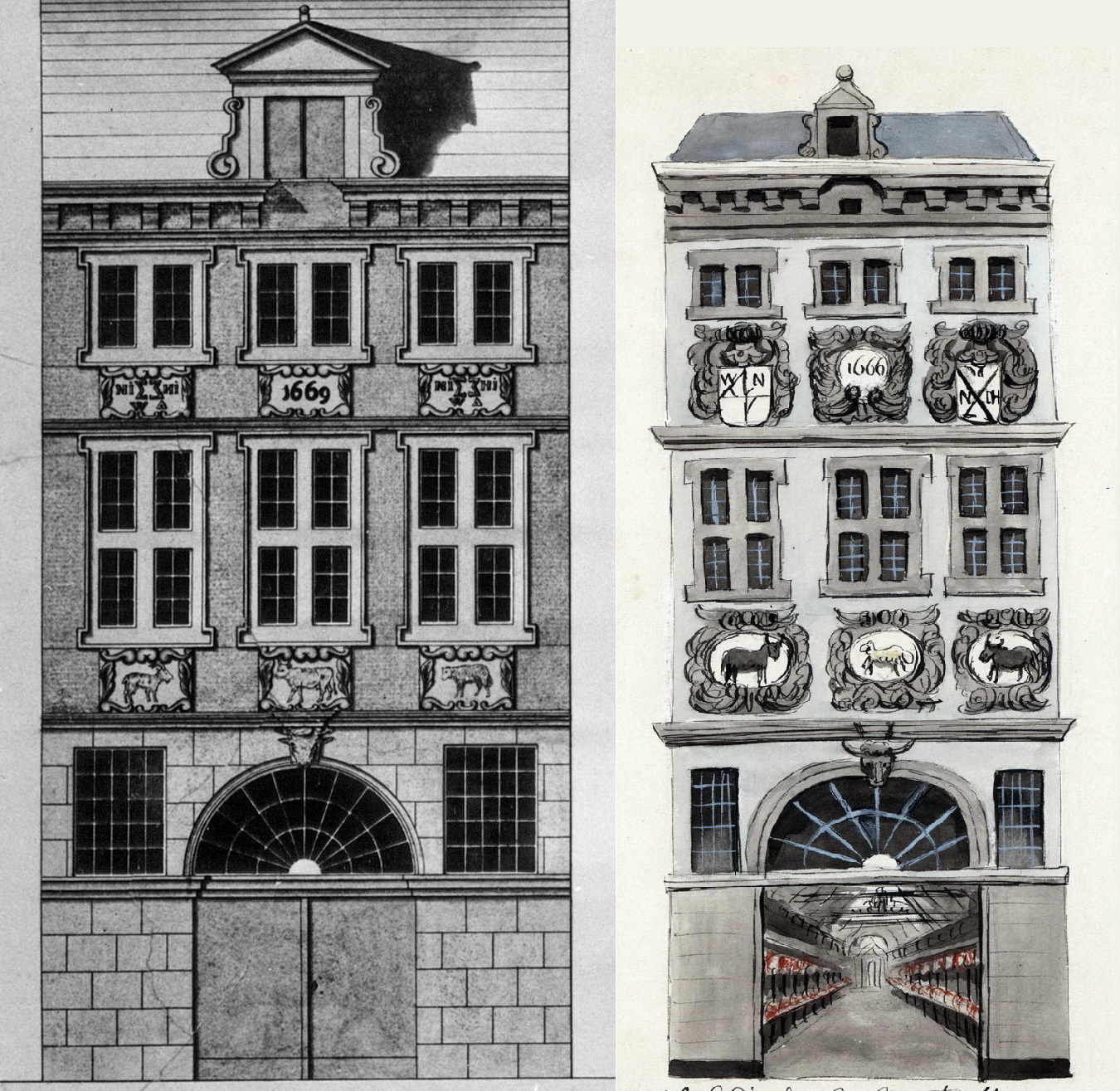
Montage van twee tekeningen van de voorgevel aan de Grote Staat. De anonieme tekening links is waarschijnlijk iets ouder

Van de vermoedelijk zeventiende-eeuwse gevel van de Vleeshal aan de Grote Staat bestaan drie tekeningen, waarvan er een niet meer is dan een schets. De twee andere zijn hiernaast afgebeeld. Ze geven een vrij goed beeld van de gevelindeling en de diverse decoraties; de linker nauwkeuriger dan de rechter. De linker tekening is een detail van het eerder vermelde "Plan der Voormalige VleeschHal te Maastricht" en wordt in de navolgende beschrijving aangeduid als zijnde van 'de architect'. De andere, ingekleurde tekening is van de hand van Philippe van Gulpen (1792–1862) en eveneens ongedateerd.
De opbouw van de gevel was typerend voor de in de zeventiende eeuw in het Maasland populaire Maaslandse renaissance. Kenmerkend voor deze stijl is onder andere het hoofdgestel, een brede kroonlijst – hier in het midden onderbroken – ondersteund door gebeeldhouwde consoles. De dakkapel daarboven was voorzien van wangstukken met voluten en een driehoekig fronton. De vensters op de bovenverdiepingen hadden zware hardstenen omlijstingen en kozijnen; op de eerste verdieping hoge kruiskozijnen, op de tweede verdieping lagere tweelichtvensters. Bijzonder waren de versieringen boven de vensters. Bij Van Gulpen, die iets slordiger tekende, lijken dit cartouches, maar bij 'de architect' zijn het rechthoekige gevelstenen, die op maat zijn gemaakt en precies passen tussen de vensters en de waterlijsten. Op de drie onderste panelen zijn dieren afgebeeld, wellicht een geit, een os en een schaap. Van de hoger geplaatste panelen is de middelste een jaarsteen; bij 'de architect' met jaartal 1669, bij Van Gulpen 1666. De twee andere stenen, die identiek lijken, zijn minder eenduidig. Van Gulpen beeldt wapenschilden af, maar doet nauwelijks een poging om de erop afgebeelde tekens nauwgezet weer te geven. Bij de architect herkennen we tweemaal een Σ (de Griekse hoofdletter sigma), waarvan eenmaal gespiegeld, daaronder iets wat lijkt op een W en een Δ (Griekse hoofdletter delta), en aan weerszijden van de sigma's de letters NI. Men zou op beide stenen iets verwachten als ANNO, maar daar lijkt het bij beide tekenaars niet op.
De begane grond werd horizontaal doormidden gedeeld door een geprofileerde lijst. Een grote rondboogpoort met dubbele deuren nam ongeveer de helft van de gevelbreedte in beslag. Boven de waterlijst bevond zich een groot, halfrond bovenlicht, dat een stervormige roedeverdeling had. Aan weerszijden daarvan bevonden zich twee vensters, elk verdeeld in 25 ruiten, mogelijk met glas in lood. Een opvallend element moet de ossenkop zijn geweest, die boven de poort was bevestigd (zie hieronder). Van Gulpen gunt de kijker tevens een blik in het interieur, een langgerekte hal met aan het einde een (rondbogige?) poort. Aan weerszijden van een breed gangpad bevonden zich toonbanken, waarop vleeswaren waren uitgestald. Daarboven hingen karkassen, vermoedelijk aan vleeshaken. De hal lijkt bij Van Gulpen vrij licht. Mogelijk waren er in het zadeldak dakramen aangebracht.
Over het interieur van de bovenverdiepingen is niets bekend, behalve dat de leube van het beenhouwersgilde zich hier bevond. In 1852 wilde men de trap naar de bovenverdiepingen verplaatsen, die zich toen links van de gevel bevond. Mogelijk werd iets anders bedoeld dan dat de trap zich in het belendende pand Grote Staat 1 bevond, maar onmogelijk is dit niet. Over dat belendende pand, dat in 1897 herbouwd werd, is niets bekend.

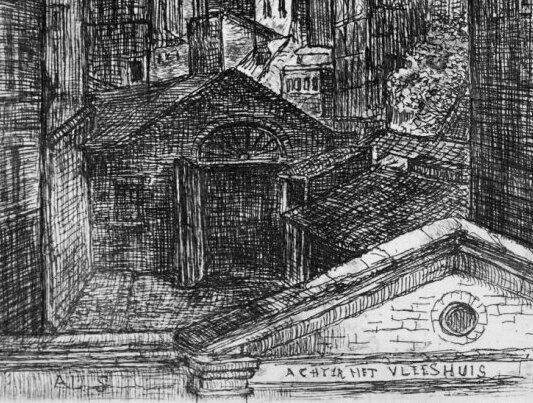
Ets van Alexander Schaepkens, verschenen in Maastricht-Forteresse (1893,) van de achterkant van het Vleeshuis. Op de voorgrond het fronton boven de toegangspoort

### Achtergevel
De achtergevel van het Vleeshuis werd aan de zijde van Achter het Vleeshuis aan het oog onttrokken door een neoclassicistische poort, waarvan diverse tekeningen en een foto bestaan. Het betrof een hardstenen poort, die in een bakstenen muur was geplaatst. De poort had een afgeplatte, rondbogige poortdoorgang, geprofileerde en gelede pilasters, en een groot, driehoekig fronton, dat met baksteen was gevuld. Mogelijk bevond zich daar oorspronkelijk een hardstenen of gepleisterd reliëf.
Een ets van Alexander Schaepkens geeft een (onvolledig) beeld van wat zich achter de poort bevond. We zien een vrij laag gebouw met een zadeldak en een rondbogige poort, die sterk lijkt op de poort in de voorgevel. Naast de binnenplaats wat lage gebouwtjes. De kadasterkaart van 1823-1830 vult hier en daar de ontbrekende gegevens aan. Achter de poort bevond zich een langgerekte binnenplaats, die men moest oversteken om het eigenlijke Vleeshuis te bereiken. Aan de rechterzijde van de binnenplaats lag een laag en zeer smal gebouw met een lessenaarsdak. Mogelijk bevond zich hier stallingsruimte voor paarden, honden, karren, en dergelijk.

## Erfgoed

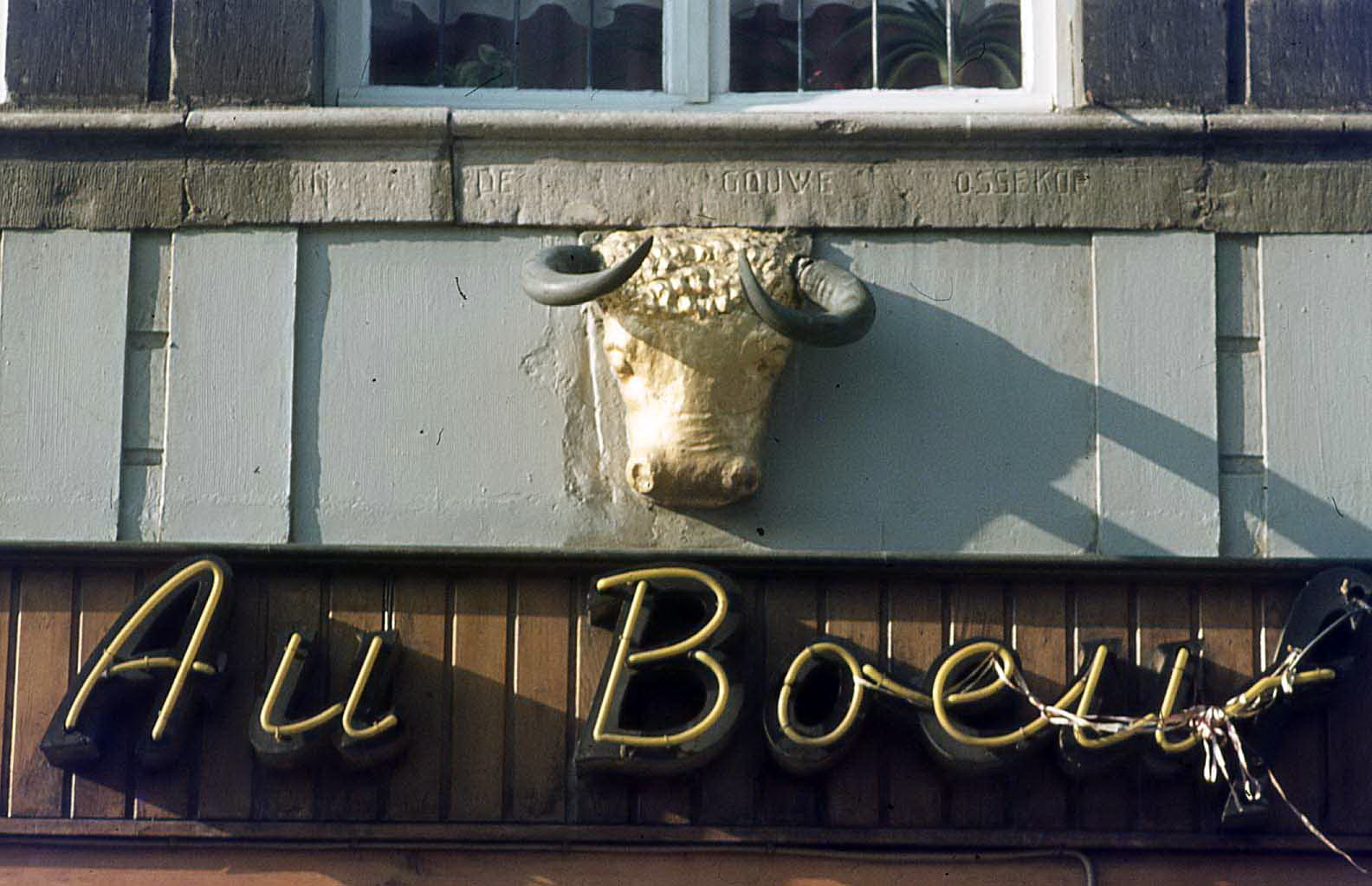
Ossenkop, afkomstig van het Vleeshuis, aan de gevel van Brusselstraat 31

Van de vleeshal resteert zo goed als niets. De ossenkop is, voor zover bekend, het enige onderdeel van de rijk geornamenteerde gevel dat bewaard bleef na de instorting van 1856. De gebeeldhouwde kop, die eens de ingang aan de Grote Staat domineerde, kwam in het oudheidkundig museum van het in 1864 opgerichte LGOG terecht, de voorloper van het Bonnefantenmuseum. Na vele jaren in het depot bewaard te zijn geweest, werd de kop begin jaren 1950 ingemetseld in de gevel van het pand Brusselsestraat 31, waar toen een slagerij was gevestigd. De vergulde ossenkop met zwarte hoorns bevindt zich nog steeds aan dezelfde gevel, tegenwoordig een studentenhuis, en is regelmatig behangen met allerlei zaken die er historisch gezien niet bij horen.
De poortingang aan de Grote Staat bevond zich op de plek van het huidige winkelpand Grote Staat 3, dat in niets lijkt op de gevel getekend door Philippe van Gulpen en anderen. Het pand staat op de lijst van gemeentelijke monumenten en daar wordt het beschreven als een "winkel-woonhuis met een bovengevel uit ca. 1850". De voornaamste kenmerken zijn de hardstenen vensteromlijstingen en de smeedijzeren raamhekjes op de tweede verdieping. Op een foto uit 1902 is te zien dat het huis toen nog een poortdoorgang bezat, die herinnerde aan het oorspronkelijke pand. Deze is later vervangen door een moderne winkelpui.
Het middendeel van de langgerekte vleeshal is sinds 1929 onderdeel van het gebouw van Vroom & Dreesmann, eveneens een gemeentelijk monument. De monumentale waarde van dit pand betreft echter de gevels aan de Grote Staat en de Vijfharingenstraat, niet de volumineuze achterbouw. Een kleine, bakstenen aanbouw aan de oostzijde, verscholen achter de huizen aan de Kleine Staat, maar te zien op luchtfoto's, valt samen met de eerder genoemde uitstulping op de plattegrond van het Vleeshuis. In het geval dat dit gebouwtje deel zou hebben uitgemaakt van de vleeshal (of de brandweerkazerne), dan was het vermoedelijk toch een van de minst interessante onderdelen.
Het zuidelijk deel van het Vleeshuisterrein behoorde, even als het middendeel, geruime tijd tot het warenhuis van V&D, maar is sinds 2003 onderdeel van De Bijenkorf. Dit pand heeft geen monumentale status en er zijn geen restanten van oudere gebouwen bewaard gebleven. Waar eens de poort van de achteringang van het Vleeshuis stond, staat nu een moderne gevel. Alleen de straatnaam Achter het Vleeshuis herinnert aan het bestaan van dit belangrijke gebouw. Deze naam is zeer oud, mogelijk veertiende-eeuws. Op de oudste plattegrond van Maastricht uit 1587 wordt de straat vermeld als vicus dicty retro macella (= 'de straat genoemd achter het vleeshuis').
Wat verder resteert zijn de weinige tekeningen, etsen en foto's van het gebouw, waarvan er enkele, onder andere die van Alexander Schaepkens en Philippe van Gulpen, hier besproken zijn.

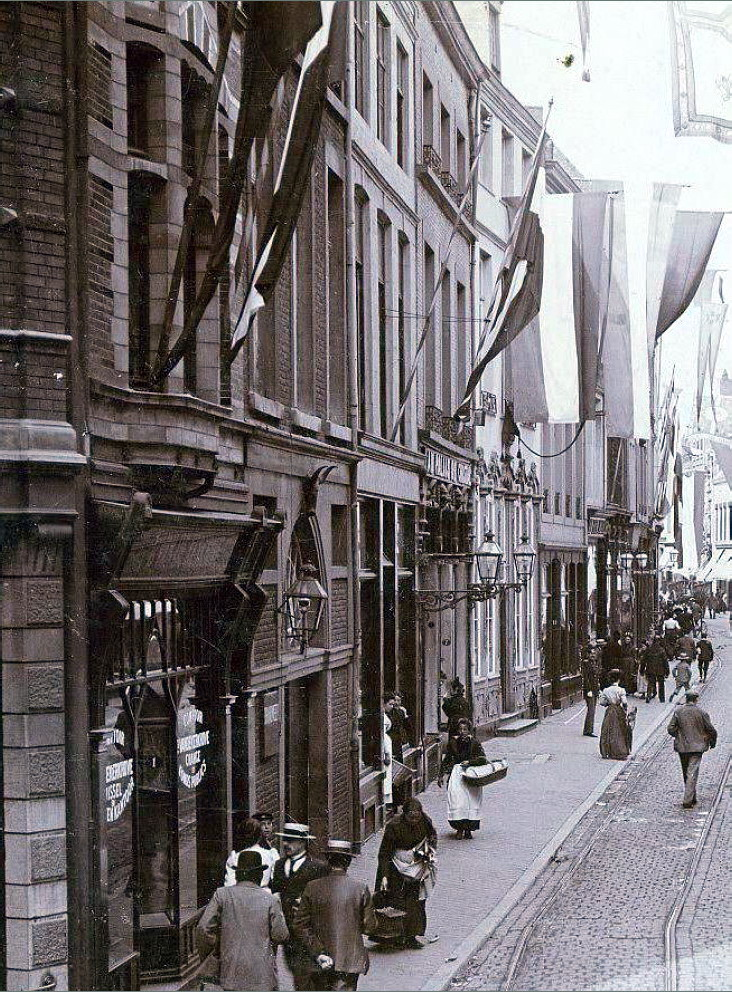
Grote Staat 1-15, vóór 1907
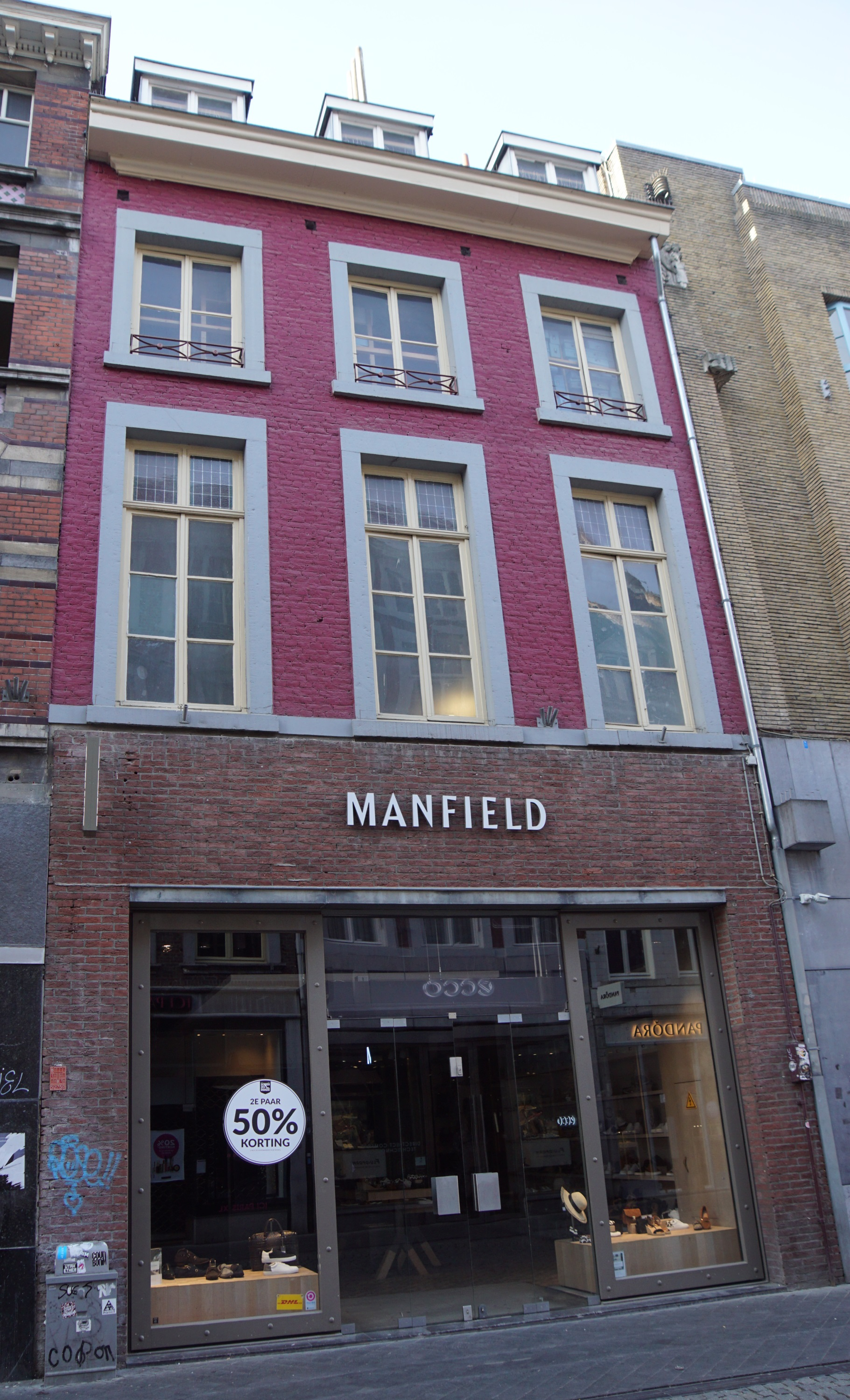
Grote Staat 3, anno 2019
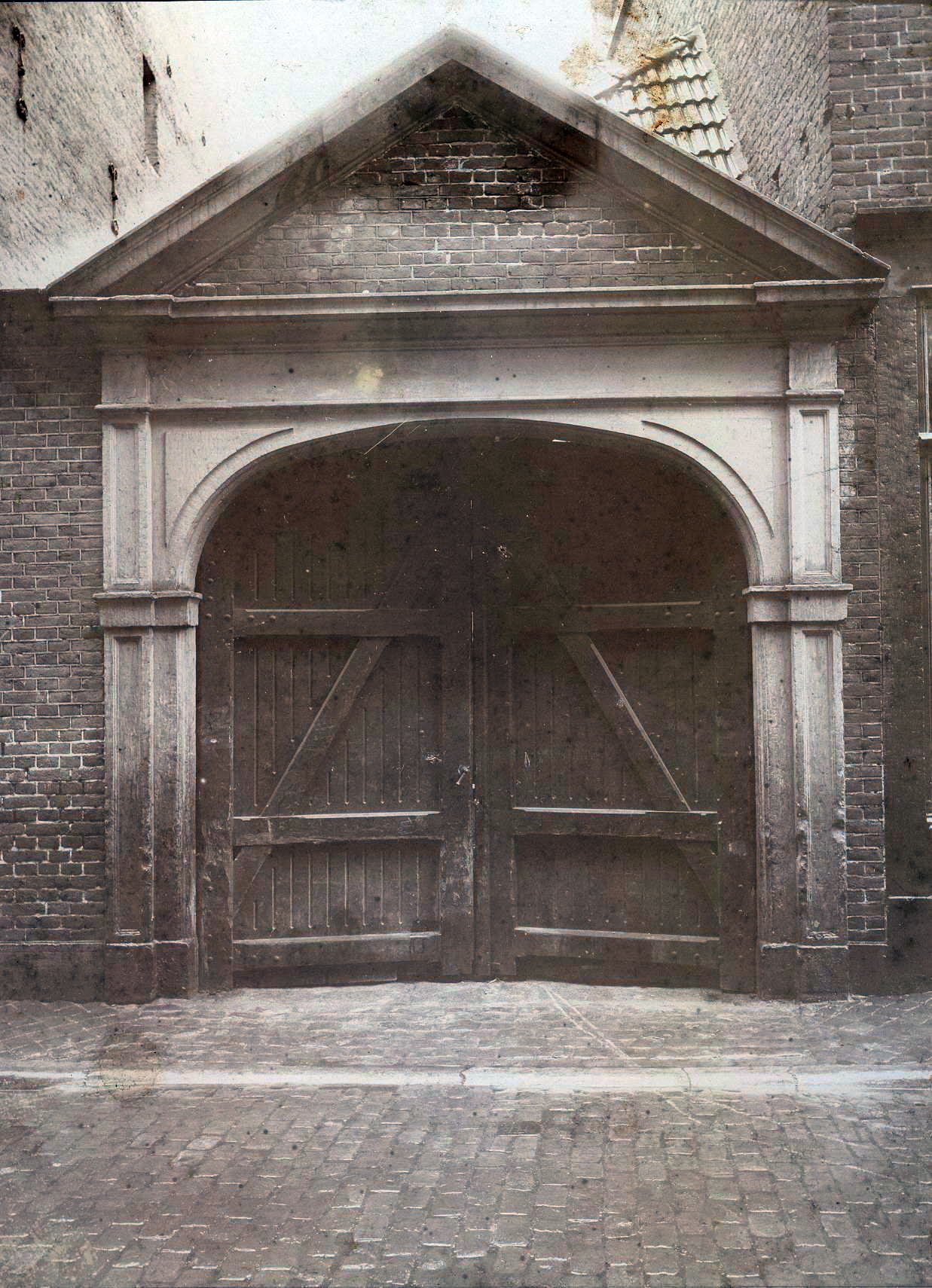
Foto van de poort Achter het Vleeshuis, vóór 1916
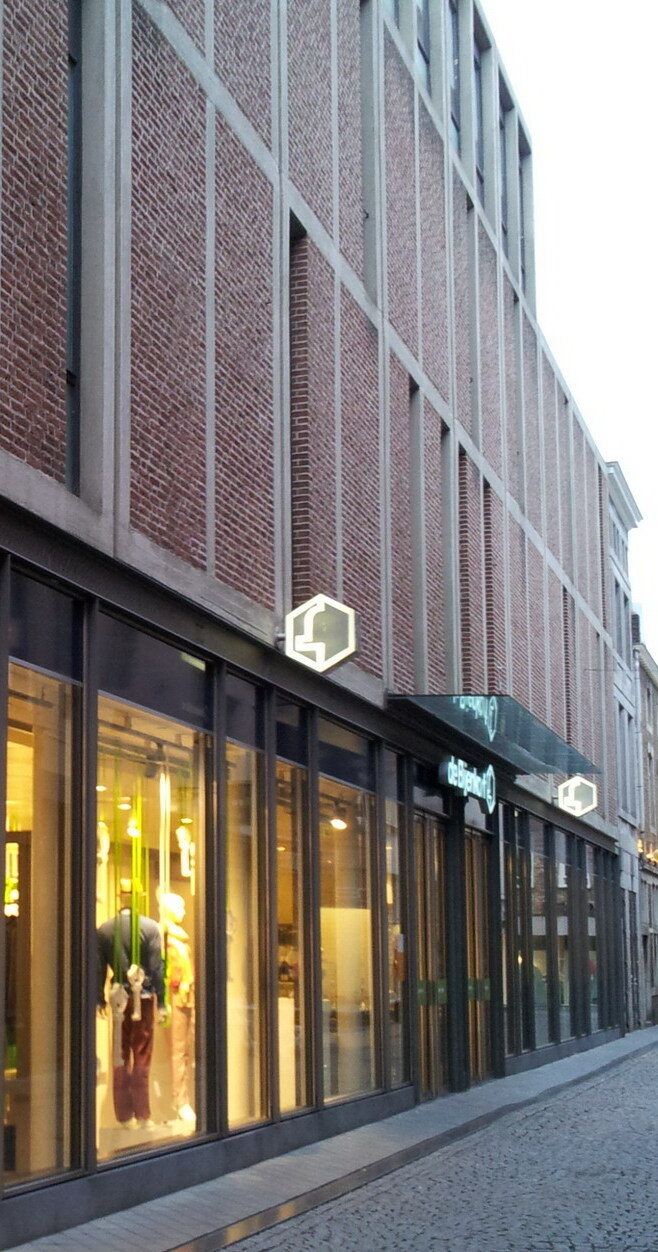
Bijenkorfgevel Achter het Vleeshuis, 2013